# Куда Сергій Станіславович
Сергій Станіславович Куда — український актор театру та кіно.

## Біографія
Народився 12 травня 1985 року в місті Березань (Київська область).
У 2007 році закінчив Київський національний університет будівництва і архітектури, факультет автоматизації та інформаційних технологій.
Знімався у телепроектах. Актор Київського театру "Дивні люди".

## Фільмографія
- 2021 «Дільничний з ДВРЗ. Операція “Новий рік”»;
- 2020 «СуперКопи. Суперповернення», Антон Шереметьєв;
- 2020 «Прибулець»;
- 2020 «Сидорéнки-Сидóренки. Ремонт стосунків»;
- 2020 «Магазинчик»;
- 2020 «Рідня»;
- 2019 «Дільничний з ДВРЗ»;
- 2019 «Не відпускай» (Україна), епізод;
- 2018 «Юрчишини»;
- 2018 «Розтин покаже»;
- 2018 «За законами воєнного часу-2» (Росія, Україна), вартовий;
- 2018 «СуперКопи. Весілля Цопи», Антон Шереметьєв;
- 2018 «СуперКопи-4», Антон Шереметьєв[1];
- 2018 «СуперКопи. Шафа таємниць», Антон Шереметьєв;
- 2017 «СуперКопи-3», Антон Шереметьєв[2];
- 2017 «Знай наших», епізод;
- 2017 «Заряджені»;
- 2017 «СишишКопи», Антон Шереметьєв;
- 2016 «СуперКопи-2», Антон Шереметьєв;
- 2016 «СуперКопи», Антон Шереметьєв;
- 2014 «Як гартувався стайл-2» (Україна), міліціонер;
- 2013 «Леонардо Да Вінчі. Учень Бога»;
- 2012 «Повернення Мухтара-8, Славік (60 серія «Недовірливість»);

## Театральні роботи
- 2020 «Механічний апельсин», Піт[3];